# Live in Bucharest: The Dangerous Tour
Live In Bucharest: The Dangerous Tour is een live-concert op dvd. De dvd is uitgebracht door Michael Jackson in 2005. De dvd is opgenomen in de box-set The Ultimate Collection. Het concert vond plaats tijdens de eerste etappe op Jacksons Dangerous World Tour op 1 oktober 1992 in het Bucharest National Stadium, met een uitverkochte aanwezigheid van 70 000 mensen. Dit is het enige concert van Jackson, dat op dvd is uitgebracht in de Verenigde Staten. Het is ook het tweede officiële concert van Michael Jackson vrijgegeven na de HIStory Tour Concert in Seoel, Zuid-Korea.
In 2005 verscheen de eerste versie van de dvd. In 2007 verscheen een vernieuwende versie.
De dvd heeft meer dan een miljoen verkochte exemplaren wereldwijd.
In Australië kreeg de dvd 10 keer platina.

## Tracklist
1. "Intro"
2. "Jam"
3. "Wanna Be Startin' Somethin'"
4. "Human Nature"
5. "Smooth Criminal"
6. "I Just Can't Stop Loving You" (duet with Siedah Garrett)
7. "She's out of My Life"
8. "I Want You Back/The Love You Save"
9. "I'll Be There"
10. "Thriller"
11. "Billie Jean"
12. "Workin' Day and Night"
13. "Beat It"
14. "Will You Be There"
15. "Black or White"
16. "Heal the World"
17. "Man in the Mirror"
18. "Credits"